# Pista de Sant Corneli
La Pista de Sant Corneli, en alguns trams Pista de les Collades, és una pista de muntanya que discorre pel terme municipal de Conca de Dalt (a l'antic terme d'Hortoneda de la Conca), al Pallars Jussà, en territori dels antics pobles del Mas de Vilanova i d'Herba-savina. Bona part d'aquest camí es coneix també com a Pista de les Collades. Arrenca de la Pista del Portell just al límit dels termes municipals de Conca de Dalt i d'Isona i Conca Dellà, a l'antic terme d'Orcau, al sud-est de l'Espluga de les Egües, des d'on s'adreça cap al nord-oest. Passa per les Collades de Baix, on rep, procedent del nord, el Camí de les Collades, i es va enfilant pel sud de l'Obaga de Vilanoveta cap a la carena de Sant Corneli, que ressegueix cap a ponent per la carena fins a prop del cim. En el darrer tram, cal anar a peu.